# Calvadosia corbini
Calvadosia corbini is een neteldier uit de klasse Staurozoa en behoort tot de familie Kishinouyeidae uit de tropische westelijke Atlantische Oceaan. Calvadosia corbini werd in 1980 voor het eerst wetenschappelijk beschreven door Larson is vernoemd naar Peter Corbin, een zeebioloog die bekend staat om zijn uitgebreide werk aan de Atlantische Stauromedusae.